# P-1教練機
P-1教練機（英語：P-1）是一款瑞士皮拉圖斯飛機公司研製的單發螺旋槳發動機、下單翼、單發座椅的教練機。P-1只在圖紙階段，並未建造出來過。他可以視作單座版本的P-2教練機。

## 發展
受工程師Henri Fiert的影響，皮拉圖斯於1940年末開啟第一項設計，定名為P-1。佈局和設計原則沿用到P-2教練機上，而後者成為了瑞士空軍的一代教練機。P-1的機身結構計畫由焊接鋼管、可拆卸的前鋁合金面板和駕駛艙後部的織物覆蓋。機翼則可能是用木製，圍繞著一塊帶有膠合板蒙皮的木樑。

## 連結
（页面存档备份，存于）